# Kate O’Mara

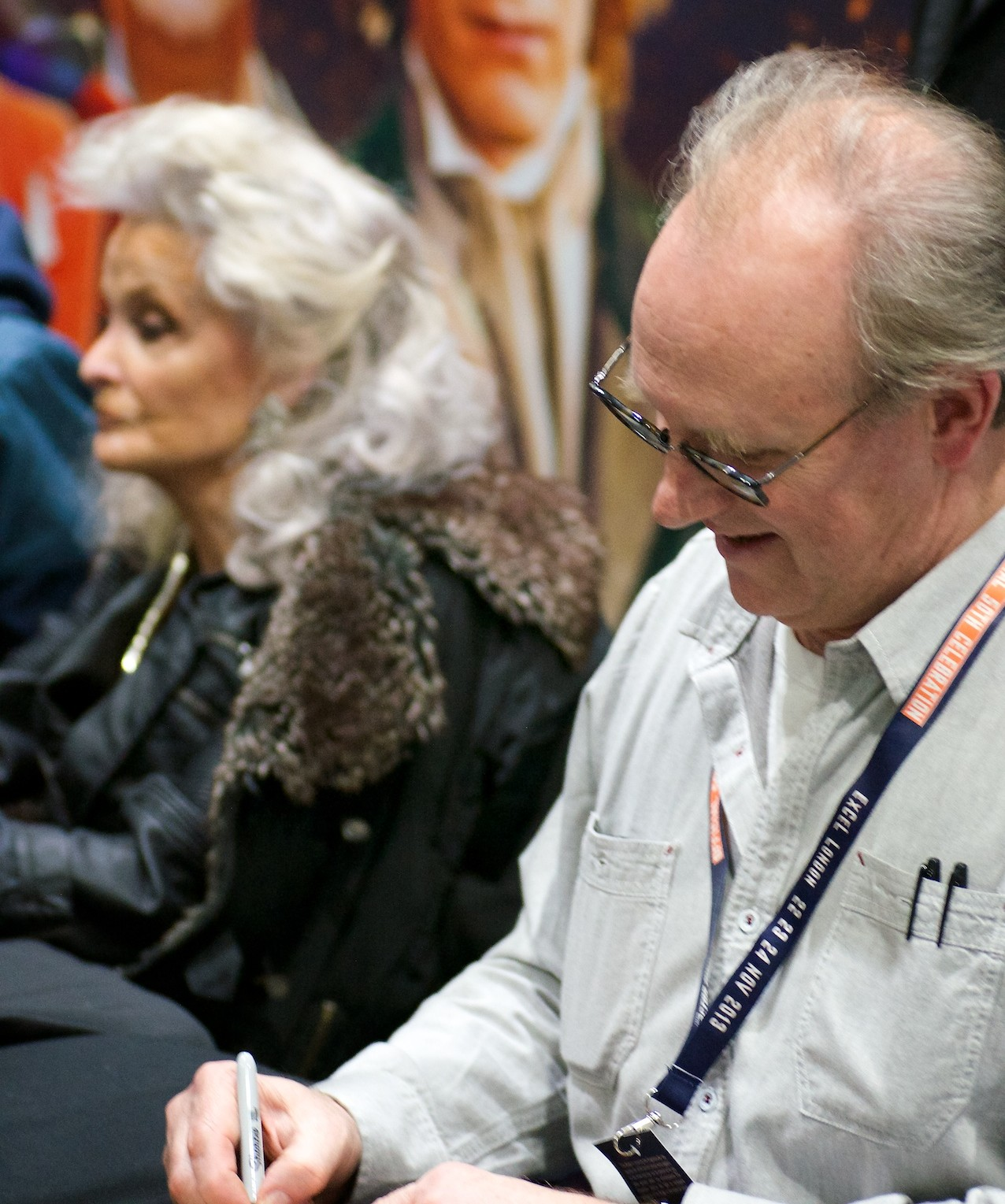
Kate O’Mara, zusammen mit Peter Davison am 22. November 2013

Kate O’Mara (* 10. August 1939 in Leicester, Leicestershire; † 30. März 2014 in Sussex) war eine britische Schauspielerin und Autorin.

## Leben und Karriere
O’Mara war die Tochter der Schauspielerin Hazel Bainbridge und des Royal-Air-Force-Flugausbilders John Carroll. Sie begann eine frühe Karriere als Sprach-Therapeutin an der Sussex Girls School, bevor sie 1963 ihr Schauspiel-Debüt am Theater gab. Obwohl sie bis dahin bereits in zahlreichen Filmen und Fernsehserien mitgewirkt hatte, gelang ihr der Durchbruch in den Vereinigten Staaten erst 1986 mit ihrer Rolle der „Caress Morell“ im Denver-Clan. Zuletzt war O’Mara 2012 in einer Gastrolle der Serie Benidorm zu sehen. Insgesamt wirkte sie an rund 60 Film- und Fernsehproduktionen mit.
O’Mara war zweimal verheiratet. Ihr Sohn Dickon Young (1964–2012) war u. a. Inspizient bei der Royal Shakespeare Company. Ihre jüngere Schwester Belinda Carroll (* 1945) ist ebenfalls Schauspielerin.
Sie veröffentlichte vier Bücher: zwei Romane und zwei Autobiografien.
Sie starb am 30. März 2014 im Alter von 74 Jahren.

## Filmografie (Auswahl)

### Kino
- 1968: Die Bestie mit dem Skalpell (Corruption)
- 1968: Die große Katharina (Great Catherine)
- 1969: Die Todesreiter (The Desperados)
- 1970: Frankensteins Schrecken (The Horror of Frankenstein)
- 1970: Gruft der Vampire (The Vampire Lovers)
- 1974: Die Frucht des Tropenbaumes (The Tamarind Seed)
- 1978: Ein unbekannter Freund (Tuntematon ystävä)

### Fernsehen
- 1967: Simon Templar (The Saint)
- 1969: Mit Schirm, Charme und Melone (The Avengers) (1 Episode)
- 1970: Paul Temple – Folge: Der Juwelenstar (Re-Take)
- 1971: Die 2 – Folge: Der Mann mit dem Toupet
- 1985, 1987: Doctor Who (6 Episoden)
- 1986: Der Denver-Clan (Dynasty)
- 1995: Absolutely Fabulous (2 Episoden)
- 2001: Bad Girls
- 2012: Benidorm